# 熊野市立木本中学校
熊野市立木本中学校（くまのしりつきのもとちゅうがっこう）は三重県熊野市井戸町に位置する公立（市立）の中学校である。通学区域は磯崎町、大泊町、木本町、井戸町。

## 所在地
〒519-4324 三重県熊野市井戸町4877-1

## 沿革
- 1969年（昭和44年）3月 校舎新築（第1期）
- 1969年10月 校舎新築（第2期）
- 1969年12月 屋内運動場新築
- 1992年（平成4年）7月 大規模改造事業開始
- 1995年（平成7年）3月 学習用コンピュータ整備

## 関係者

### 出身者
- 河上敢二 - 熊野市長、農林官僚
- 徳本政敬 - 元プロ野球選手[1]